# Hamodes propitia
Hamodes propitia là một loài bướm đêm trong họ Noctuidae.